# Andō Teibi

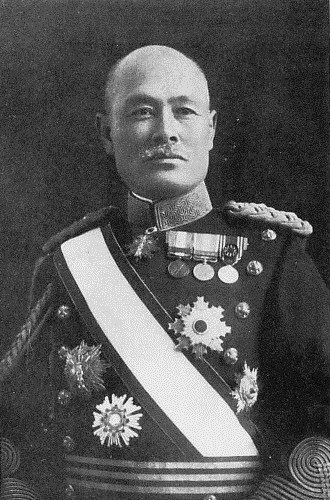
Baron Andō Teibi, Oktober 1913

Danshaku Andō Teibi (japanisch 安東 貞美; * 21. September 1853 (traditionell: Kaei 6/8/19) in Iida, Landkreise Ina, Provinz Shinano; † 29. August 1932 in Ushigome, Tokio), gelegentlich als Andō Sadami fehlgelesen, war ein japanischer Baron, ein General der Kaiserlich Japanischen Armee und der 6. Generalgouverneur der japanischen Kolonie Taiwan.

## Leben
Andō wurde in eine Samurai-Familie in der Provinz Shinano geboren.
1871 trat er im Alter von 18 Jahren in die Ōsaka Rikugunhei Gakkō, den Vorläufer der Kaiserlich Japanischen Heeresakademie ein und wurde in dieser zum Leutnant ausgebildet. Seinen ersten Einsatz hatte er 1877 im Verlaufe der Satsuma-Rebellion auf Seiten der kaisertreuen Truppen der 2. Division. Als Verdienst hierfür wurde er zum Hauptmann befördert und es wurde ihm erlaubt, an die Kaiserlich Heereshochschule zu gehen und sich weiterzubilden. Er verließ sie im Rang eines Majors und wurde wieder zur 2. Division versetzt.
Anschließend stieg Andō schnell durch die Ränge auf und hatte verschiedene Kommandanturen inne. So zum Beispiel sowohl über die Kaiserliche Heeresakademie als auch über die Kaiserliche Heereshochschule. Er wurde im Oktober 1899 zum General befördert und übernahm das Kommando über die 2. Division, mit welcher er nach Taiwan entsandt wurde.
Im Verlaufe des Russisch-Japanischen Krieges erhielt er am 15. Januar 1905 das Kommando über die 10. Division, mit welcher er an der Schlacht von Mukden teilnahm.
Am 12. September 1908 wurde Andō geadelt, indem er den Titel danshaku (Baron) erhielt. Ab 1911 übernahm er das Kommando über die 12. Division, bevor er 1913 zum Oberbefehlshaber der Chōsen-Armee in der japanischen Kolonie Korea wurde.
Am 30. April 1915 löste er General Sakuma Samata auf seinem Posten als Generalgouverneur der japanischen Kolonie Taiwan ab und behielt den Posten bis zum Juni 1918. Der Tapani-Zwischenfall, eine großflächige bewaffnete Erhebung gegen die japanische Fremdherrschaft geschah während seiner Amtszeit. Wirtschaftlich engagierte er sich dafür, die Holzressourcen in den Taiping- und Pa-hsien Bergen auszubeuten und das Eisenbahnnetz der Insel auszubauen.
Von seinem weiteren Werdegang ist nur bekannt, dass er nach seinem Tod postum mit dem Orden der Aufgehenden Sonne 1. Klasse ausgezeichnet wurde.